# Иван Кънев (революционер)
 Тази статия е за революционера.  За художника вижте Иван Кънев.  
Иван Симеонов Кънев, популярен с прозвището Ваня Волния, е български поет и революционер.

## Биография
Иван Кънев е роден в село Стрелча на 24 февруари 1887 година в богати родове и от бащината и от майчината му страна. Семейството запада след Априлското въстание от 1876 година. Къщата им в края на махала Сръбенец в село Петрич, където живеят, е опожарена, многбройният добитък – разграбен, а дядо му е обесен в Черната джамия в София заради активното си участие във въстанието.
Кънев се запознава със социалистическата литература в библиотеката на Димитър Благоев, издавана в Търново и доставяни в Стрелча от Георги Грозев и Бойчо Неделев. Сред тази литература е „Работнически вестник“ и списание „Ново време“. По-големият му брат Илчо Кънев е един от активистите на стрелешката стрелчанската социалистическа организация още от 1903 година, а Иван Симеонов е най-младият ѝ член. След като завършва гимназиалното си образование, известно време работи като писар в Пловдивската община, а по-късно е печатар и книжарски работник. В Пловдив Иван Симеонов се сближава с Михаил Герджиков и заедно с други младежи издават свой литературен орган „Устрем“, в който публикува и Димчо Дебелянов.
В Пловдив започва обществена дейност в подкрепа на македонското освободително движение. Държи речи на партийни събрания, декламира стихове на Христо Ботев и Шандор Петьофи. В македонското освободително движение участва с още двама стрелчани – Тодор Попов, убит в Македония, и Петър Енчев Фингаров, син на един от ръководителите на Априлското въстание в Стрелча. През 1918 година Петър Енчев е един от инициаторите за изграждане на БРСДП (т.с.) в селото, член на Окръжния комитет на партията в Пловдив, член общинския съвет на Стрелча, където през 1922 година комунистите получават мнозинство.
Иван Симеонов се включва и в четата на войводата Стефан Вардарски, като около две години след четничеството учителства в македонските села Левуново, Костурово, Черничево и поддържа връзки с Яне Сандански, Тодор Паница, Гоце Делчев, Пейо Яворов и други деятели. Стрелчанинът Филип Ганчев, помощник-кмет на София от 1904 до 1908 година, известен редактор на книги, вестници и списания, който го назначава за писар в Софийската община. През 1908 година като войник в Самоков се преоблича с цивилни дрехи по време на отпуската си и се включва в Първомайската демонстрация в Пловдив. Оттам се завръща с първата си стихосбирка „Импровизирани песни от злъч и отрова“, подписана с псевдонима Ваня Волния. За тази си дейност е арестант за повече от месец.
След бягство от ареста в последните две години от живота си Иван Симеонов прекарва в нелегалност. По време на нощни посещения в Стрелча най-близкият му човек тук е неговата братовчедка Екатерина Гуджева, първата жена членка на Българската комунистическа партия в Стрелча от 1918 година. По-късно квартирата на Екатерина на улица „Иван Тургенев“ № 5 в София е средище на дейци от ЦК на БКП. Тук Станке Димитров и други партийни ръководители намирали подслон и организирали много нелегални срещи и заседания. Като нелегален Иван Кънев често намира укритие и в Пловдив, в къщата на Владо Черноземски.
С фалшив паспорт заминава в Турция и се озовава в началото в Одрин, а оттам се прехвърля в Солун. За революционна дейност около 1910 година в Солун Иван Симеонов е арестуван от турските власти и заточен в Аден. Понеже му е разрешено да излиза навън и да работи, успява да осъществи контакт с екипажа на руски кораб. Така успява през Бургас да се завърне в София. Тръгва отново за Македония с група революционни дейци, но е убит. Открит е сутринта на 27 юни 1911 година от войника Бано Василев от село Бабек, Пловдивско, който го разпознава, убит на една ливада, където е погребан по-късно. Неговият брат Илчо Симеонов, офицер в Стара Загора, изравя трупа и го погребва в гробището на село Горна баня.